# Ястрябик (річка)
Ястрябик (пол. Jastrzębik (dopływ Muszynki)) — гірська річка в Польщі, у Новосондецькому повіті Малопольського воєводства. Права притока Мушинка, (басейн Балтійського моря).

## Опис
Довжина річки 5,94 км, площа басейну водозбору 7,83  км². Формується безіменними струмками.

## Розташування
Бере початок на південних схилах гід гірського хребта Явожини Криницької (1114 м) на висоті 850 м над рівнем моря. Тече переважно на південний схід через село Ястрябик у і Підястрябику впадає у річку Мушанку, праву притоку Попрада.

## Цікавий факт
- На лівому березі річки розташоване Джерело Івона (548,2 м).[1]